# بالهام (محطة مترو أنفاق لندن)
بالهام (بالإنجليزية: Balham)‏ هي إحدى محطات مترو أنفاق لندن. تقع على خط نورذيرن أفتتحت في المنطقة (Zone) رقم 3 أفتتحت في 06 ديسمبر 1926.

## مراجع

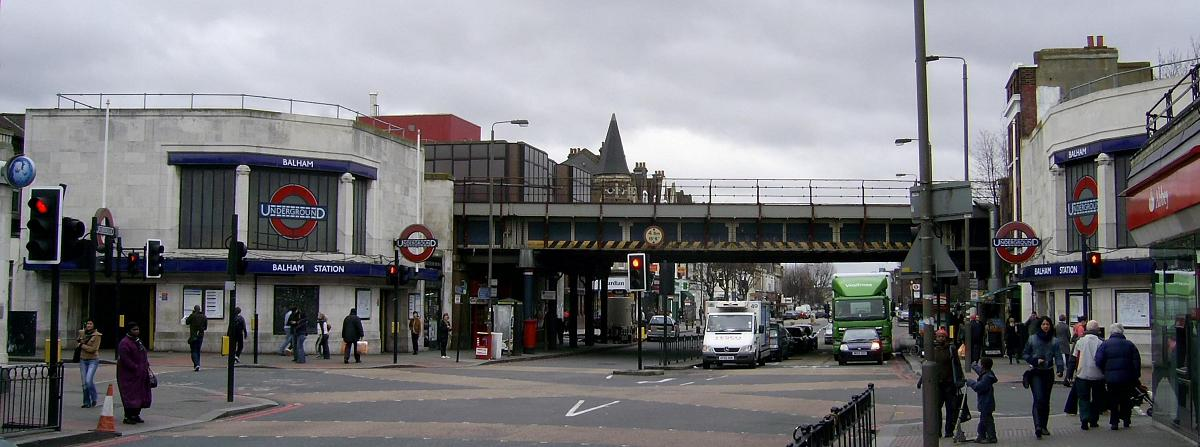
بالهام عام 2008